# Coalition for Epidemic Preparedness Innovations

Logo

Coalition for Epidemic Preparedness Innovations, kurz CEPI (engl. in etwa: Koalition für Innovationen in der Epidemievorbeugung), ist eine weltweite Allianz in öffentlich-privater Partnerschaft zwischen Regierungen, der WHO, der EU-Kommission, Forschungseinrichtungen, der Impfstoff-Industrie und privater Geldgeber, u. a. der Bill & Melinda Gates Foundation, zum Aufbau eines Forschungsnetzwerks zur Erforschung und Entwicklung neuer Impfstoffe zur besseren und direkteren Reaktion auf eventuell bevorstehende Ausbrüche neuer viraler Infekte.

## Hintergrund
Die Ebolafieber-Epidemie 2014 hat die Weltgemeinschaft weitgehend unvorbereitet getroffen, und die Entwicklung von drei Impfstoffen kam zu spät und war nicht ausreichend.
Ebenso kam die Zikavirus-Epidemie 2015/2016 unvorbereitet und es gibt noch immer keinen Impfstoff dagegen. Diese Beispiele zeigten, dass wenig bekannte Viren plötzlich weltweite Epidemien auslösen können.
Diese Epidemien treten vor allem in Ländern mit geringer Versorgungs- und Forschungskapazität auf, Forschung und Industrie haben bei geringen Gewinnmargen wenig Interesse an einer Impfstoff-Entwicklung, außerdem bestehen bei länderübergreifenden Epidemien erhebliche legislative und administrative Probleme, um schnelle Gegenmaßnahmen starten zu können. Bei den bisherigen Epidemien neuer Viren zeigte sich zudem eine fragmentierte und stark unkoordinierte Aktivität der Regierungen, lokalen Public-Health-Stellen und Forschungseinrichtungen.
Aus der Einsicht, dass eine zügige Impfstoff-Entwicklung globale Epidemien abwenden kann, wurde die Forderung nach einem effizienten weltweiten System laut, das auf die Forschung und Entwicklung neuer Impfstoffe vorbereitet ist. Durch solche Plattformen soll die Entwicklungszeit verkürzt werden, sollen klinische Studien schneller lanciert werden und die Impfstoffherstellung beschleunigt werden.
Die WHO hat erstmals im Mai 2016 eine Liste von Pathogenen aufgestellt, die schwere weltweite Epidemien in der näheren Zukunft auslösen könnten, und gegen die eine Impfstoffherstellung prioritär ist. Dieses sind aktuell (Stand: März 2020):
1. SARS-CoV-2, verantwortlich für COVID-19
2. Krim-Kongo-Hämorrhagisches-Fieber-Virus
3. Filoviren wie das Ebolavirus oder das Marburg-Virus
4. Lassafieber
5. neu entstehende humanpathogene hoch-infektiöse Coronaviren wie MERS-CoV oder das SARS-assoziierte Coronavirus
6. das Nipah- und Hendra-Virus
7. Rifttalfieber-Virus (auch rift valley fever virus)
8. Zikavirus
9. Disease X

Um eine globale Antwort auf die Herausforderungen geben zu können, rief Stanley Plotkin 2015 dazu auf, die bestehenden Impfforschungskampagnen zu koordinieren und einen Finanzierungsrahmen für die Forschung und Entwicklung neuer Impfstoffe zu schaffen. Diese Initiative wurde auch vom 2015er Konsensus der Oslo consultation on financing of R&D prepraedness and response to epidemic emergencies der WHO unterstützt.
Darüber hinaus unterstützt CEPI die Entwicklung von Vakzinierungsplattformen, die eine schnelle Bereitstellung von Impfstoffen gegen bisher unbekannte Pathogene und durch diese ausgelöste bisher unbekannte Erkrankungen (Disease X) ermöglichen.

## Gründung und Organisation

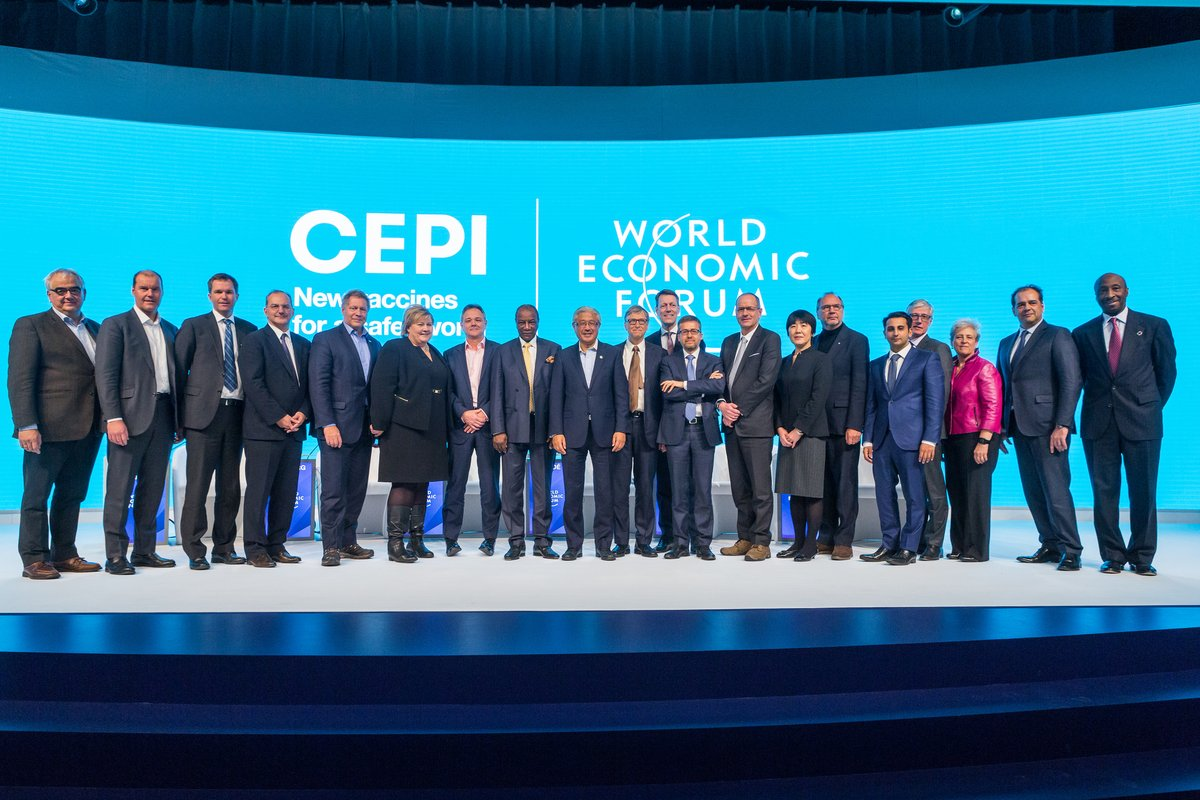
Start beim Weltwirtschaftsforum 2017 in Davos

Auf dem Weltwirtschaftsforum im Januar 2016 in Davos kam es dann zum Beschluss, eine Initiative zur Impfstoffentwicklung zu gründen.
Der Auftrag ist, die Entwicklung von Impfstoffen zu stimulieren, zu finanzieren und zu koordinieren. Um diese Herausforderung umzusetzen, wurden im Frühjahr 2016 drei Expertenteams (Task teams) gebildet, die für die erste Phase die Prioritäten festlegten:
1. Orientierung an der Prioritätenliste der WHO für die Impfstoffentwicklung
2. Investitionen in die Lücken der derzeitigen Impfstoffentwicklung, und insbesondere Förderung der späten vorklinischen Studien mit dem Proof of Concept, und Förderung von Phase-II-Studien.
3. Unterstützung technischer und institutioneller Plattformen, die bei neu auftretenden Epidemien rasch handeln und Impfstoffe entwickeln können, mit der Entwicklung von Partner-Netzwerken.

In der Start-up-Phase wurde dann CEPI als internationale Non-Profit-Organisation durch die Regierungen von Norwegen, Indien, dem britischen Wellcome Trust, dem Weltwirtschaftsforum und der Bill-und-Melinda-Gates-Stiftung am 19. Januar 2017 auf dem Weltwirtschaftsforum in Davos gegründet, und Stakeholder wurden eingeladen, beizutreten.
Über deren Ausgestaltung berieten CEPI-Vertreterinnen und Vertreter am 11. und 12. Juli 2017 im Bundesministerium für Bildung und Forschung. Deutschland ist Gründungsmitglied der Impfstoff-Initiative.
Mehr als 80 Organisationen und über 200 Privatpersonen haben daraufhin ihr Interesse bekundet.
Es wurden dann ein vorläufiges Sekretariat gegründet, mit Büros (functional nodes) in Norwegen, Indien und Großbritannien, darüber hinaus ein vorläufiger Vorstand unter Führung durch John-Arne Røttingen vom norwegischen Public-Health-Institut benannt, ein vorläufiger Aufsichtsrat unter K. VijayRaghavan vom indischen Department of Biotechnology und ein vorläufiges wissenschaftliches Komitee unter Leitung von Mark Feinberg, dem Vorsitzenden der Internationalen AIDS-Impf-Initiative eingerichtet. Im Aufsichtsrat sitzt auch die stellvertretende Generalsekretärin der Generaldirektion Forschung und Innovation der EU-Kommission, Ruxandra Draghia-Akli. Ein erster Geschäftsplan sah für die ersten fünf Jahre ein Budget von einer Milliarde Dollar vor, die durch Zusagen von Geldgebern gesichert ist.

## COVAX
COVAX ist eine von drei Säulen des Access to COVID-19 Tools (ACT) zur Beschleunigung des „Zugangs zu COVID-19-Instrumenten“, die im April 2020 von der Weltgesundheitsorganisation (WHO), der Europäischen Kommission und Frankreich als Reaktion auf die COVID-19-Pandemie gegründet wurde. Die WHO hat in Zusammenarbeit mit Global Alliance for Vaccines and Immunisation (GAVI) und der CEPI auch COVAX  implementiert, um die globale Impfstoffentwicklung zu koordinieren. Die Zahl der beteiligten Länder beträgt 184 Länder, von denen 92 Volkswirtschaften (Stand 12. November 2020) mit niedrigem und mittlerem Einkommen, die sich den Impfstoff nicht leisten können, berechtigt sind, über Gavi COVAX Advance Market Commitment (AMC) Zugang zu COVID-19-Impfstoffen zu erhalten. Es ist sicherzustellen, dass jedes teilnehmende Land einen garantierten Anteil an Dosen erhält, um die am stärksten gefährdeten 20 % seiner Bevölkerung bis Ende 2021 impfen zu können.